# Walt Disney Studios Motion Pictures
Walt Disney Studios Motion Pictures är ett amerikansk filmdistributörbolag inom Walt Disney Companys Disney Entertainment-division. Företaget hanterar distribution, marknadsföring och reklam för biofilmer och enstaka digitala filmer som produceras och släppts av Walt Disney Studios, inklusive Walt Disney Pictures, Walt Disney Animation Studios, Pixar, Marvel Studios, Lucasfilm, 20th Century Studios och Searchlight Pictures.
Företaget grundades ursprungligen av Walt Disney 1953 som Buena Vista Film Distribution Company Inc. (senare omdöpt till Buena Vista Distribution Inc. och Buena Vista Pictures Distribution Inc.). Sedan 2007 har företaget sitt nuvarande namn.